# 로런 데이비스
로런 데이비스(Lauren Davis, 1993년 10월 9일 ~ )는 미국의 프로 테니스 선수이다. 공격적인 백핸드, 빠른 속도, 클레이 코트에서의 강점으로 알려져 있으며, WTA 투어에서 단식 타이틀 2개를 획득했고, 2017년 5월에는 경력 최고 단식 랭킹인 세계 26위를 기록했다. 그녀는 또한 ITF 여자 서킷에서 단식 타이틀 8개를 획득했다.

## 초기 경력
데이비스는 1993년 10월 9일 게이츠 밀스, 오하이오에서 태어났다. 그녀는 9세 때 테니스를 시작했다. 16세가 되자 그녀는 고향을 떠나 에버트 테니스 아카데미에서 훈련을 받았다. 데이비스의 부모님은 모두 의료 분야에서 일한다. 그녀의 어머니는 간호사이며 여전히 게이츠 밀스에 거주하고, 그녀의 아버지 윌리엄 데이비스는 "Wheat Belly"의 유명 저자이자 위스콘신주에서 일하는 심장병 전문의이다.

## 경력

### 주니어

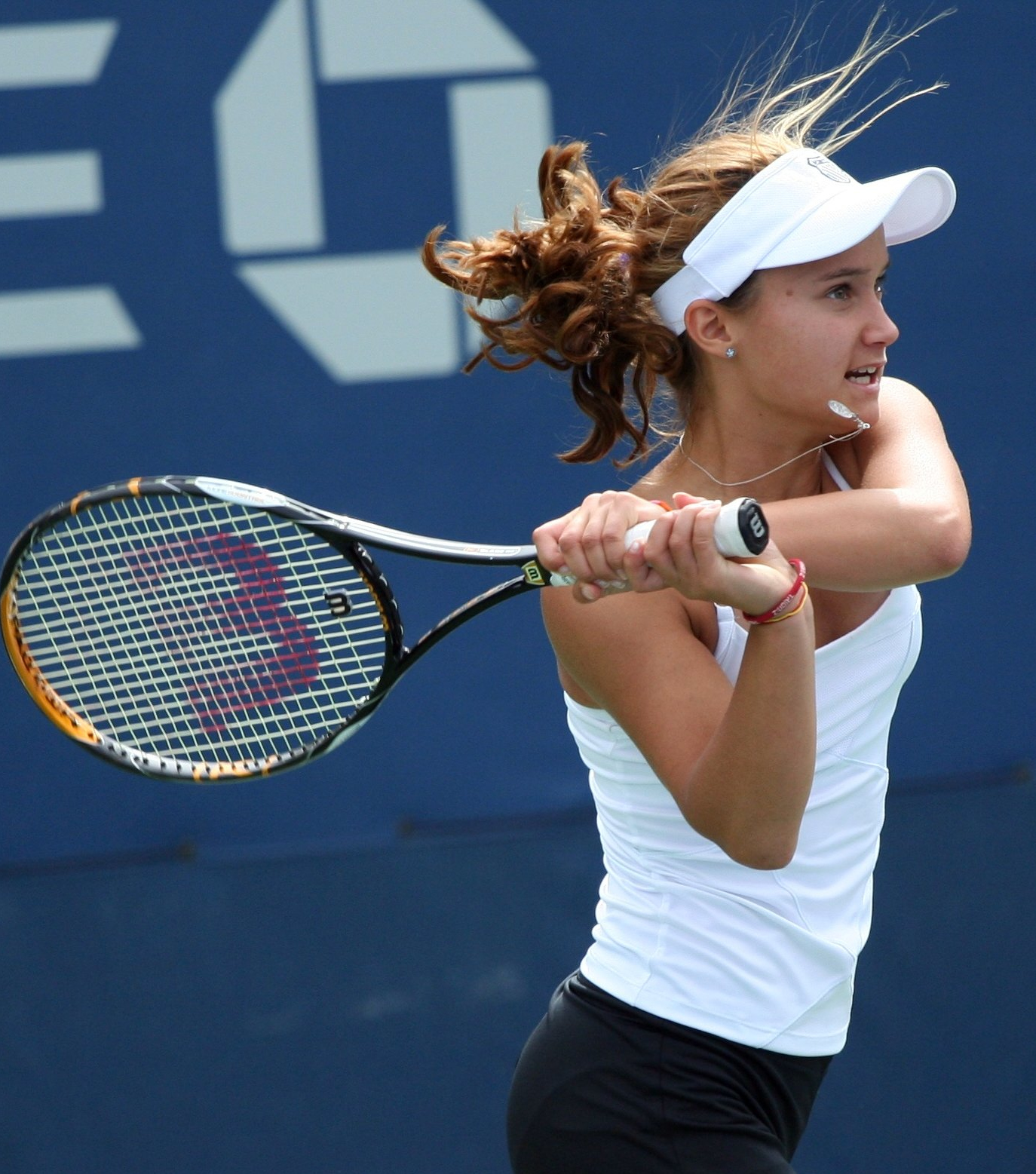
주니어 시절 2009년 US 오픈의 데이비스

데이비스는 주니어로서 3위라는 경력 최고 랭킹에 도달했다. 그녀는 14세의 나이로 2008년 9월 ITF 주니어 서킷에 데뷔했으며, 2008년 US 오픈에서 와일드카드를 받아 출전했으나 아일라 톰랴노비치에게 패했다.
그녀는 2009년 시즌을 카슨, 캘리포니아에서 열린 Grade-1 토너먼트에서 3회전 진출로 시작했으며, 그 후 필라델피아에서 열린 Grade-3 국제 잔디 코트 챔피언십에서 Brooke Bolender를 3세트 접전 끝에 꺾고 첫 단식 주니어 토너먼트 우승을 차지했다. 2009년 말까지 그녀는 US 오픈에서 8강에 진출했고, 하드 코트에서 메리다에서 열린 Grade-1 유카탄 월드컵에서 우승했으며, 오렌지 볼에서 3회전 탈락했다.
2010년 데이비스는 첫 4개월 동안 8강에 한 번 진출했고, 이스터 볼 결승에 진출했지만 Krista Hardebeck에게 패했다. 그녀는 이번에는 51회 트로페오 본필리오 결승에서 베아트리체 카프라에게 다시 패했다. 2010년 11월, 그녀는 18연승을 기록하며 Grade-1 토너먼트 유카탄 월드컵과 Eddie Herr 유스 토너먼트, 그리고 Grade-A 오렌지 볼 대회에서 우승했다.
아직 주니어였던 데이비스는 2010년 윌리엄스버그, 버지니아에서 열린 USTA 토너먼트의 클레이에서 첫 프로 타이틀을 획득했다. 그녀는 이어서 27연승을 기록하며 푸에르토리코에서 두 번째 프로 타이틀을 획득했다. 그녀는 2011년 오스트레일리아 오픈에서 3회전에 진출하며 주니어 경력을 마쳤다.

### 2011년: 프로 전향

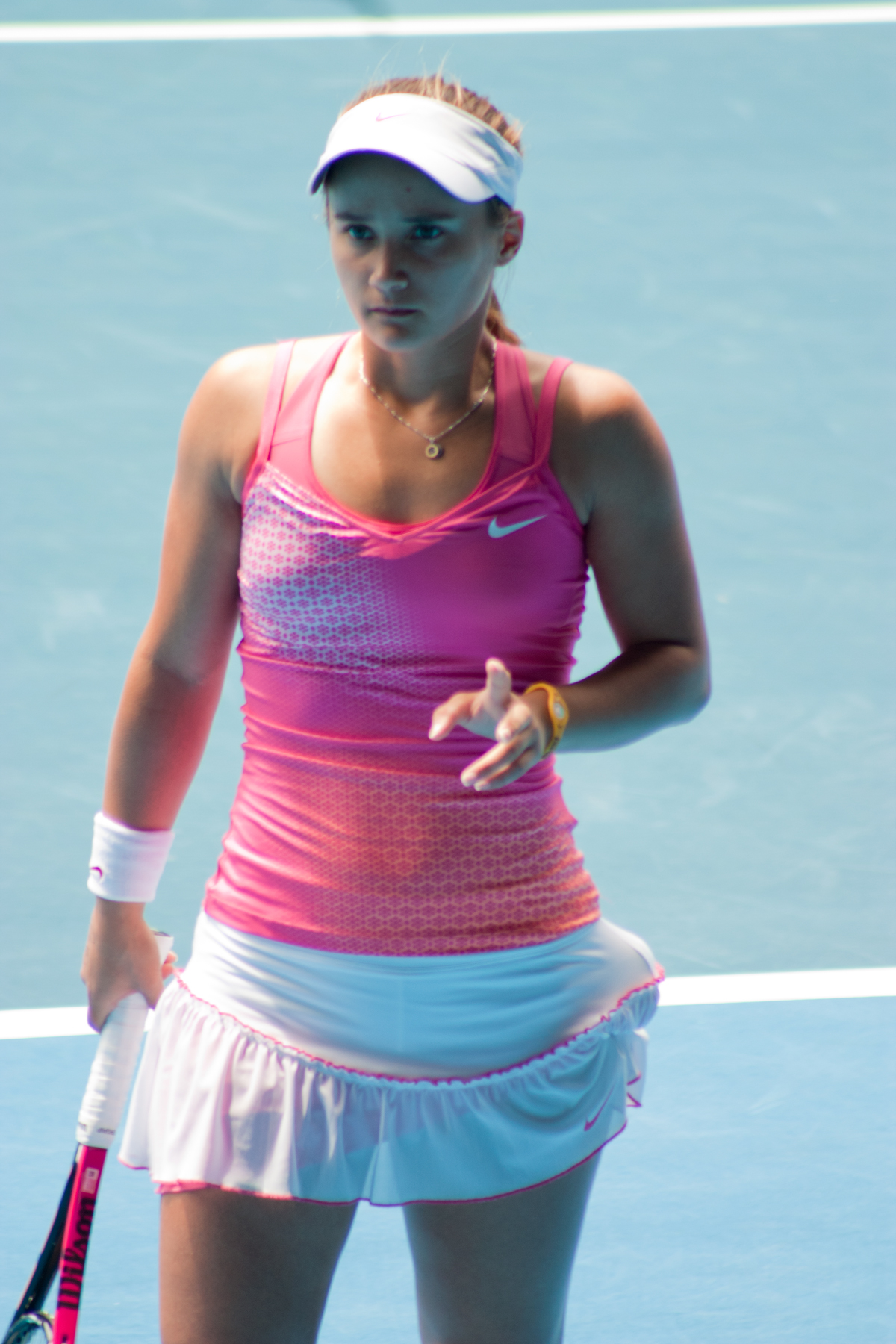
... 2011년 오스트레일리아 오픈

데이비스는 오스트레일리아 오픈 와일드카드를 받았으나, 첫 그랜드 슬램 출전에서 1회전에서 5번 시드 서맨사 스토서에게 패했다. 그녀는 2011년에 공식적으로 프로로 전향했으며, 마이애미 오픈 예선에서 질 크레이바스를 3세트 접전 끝에 꺾고 첫 WTA 투어 경기에서 승리했다. 그 후 아나스타시야 야키모바에게 패했다.
찰스턴 오픈 예선에서 데이비스는 스테파니 포레츠에게 패했다. 기업 부스에서 경기 후 인터뷰를 기다리던 중, 조명 장비가 그녀의 머리 위로 떨어져 의식을 잃었다. 그녀는 뇌진탕을 겪어 몇 달 동안 경기에 나설 수 없었으며, 그 후 몇 달 동안 간헐적인 편두통에 시달렸다.
바람이 많이 부는 날이었고, 큰 카메라 전체가 제 머리 위로 떨어졌습니다. 한동안 어떤 육체적인 활동도 할 수 없었습니다. 아무것도 읽을 수 없었습니다. 제가 할 수 있는 유일한 것은 TV를 보거나, 먹거나, 잠자는 것이었습니다. 24시간 내내 두통이 있었고, 전혀 사라지지 않았습니다. — 데이비스, 부상에 대해

2013년 10월, 데이비스는 인터뷰 부스에 비디오 및 조명 장비를 제공하고 설치하도록 도브가 고용한 Production Design Associates와 High Output에 대해 소송을 제기했다. 그녀의 소장은 다음과 같이 명시했다.
원고가 인터뷰를 기다리는 동안, 피고가 선택, 제공 및 설치한 조명 및 비디오 장비의 일부가 떨어져 원고의 머리를 가격하여 의식을 잃게 했습니다. [원고]는 계속해서 심각하고 고통스러운 머리 외상 및 부상(뇌진탕, 그로 인한 감정적 영향을 동반하는 외상 후 뇌진탕 증후군, 심하고 장기적인 두통 포함)을 겪고 있습니다. 원고는 여러 응급실 방문, 전문가의 평가 및 치료, CT 스캔 및 MRI와 같은 진단 검사, 처방약 및 기타 치료를 포함한 비싸고 장기적인 의료 치료를 필요로 했으며, 앞으로도 의료 치료를 계속 필요로 할 것입니다.

그녀는 과실 및 중과실에 대한 실제 손해 배상 및 징벌적 손해 배상을 요구했다.

### 2012년: 프랑스 오픈 데뷔 및 첫 메이저 경기 승리
인디언웰스 오픈에서 그녀는 1회전에서 페트라 마르티치를 꺾었으나 64강에서 나디아 페트로바에게 패했다. 그 후 마이애미 오픈 1회전에서 베라 두셰비나에게 패했다.
데이비스는 프랑스 오픈 예선 라운드를 통과하여, 30번 시드 모나 바르텔을 스트레이트 세트로 꺾고 첫 메이저 본선 경기에서 승리했다. 2회전에서는 동포인 크리스티나 맥헤일에게 스트레이트 세트로 패했다.

### 2013년: 마이애미 오픈 3회전

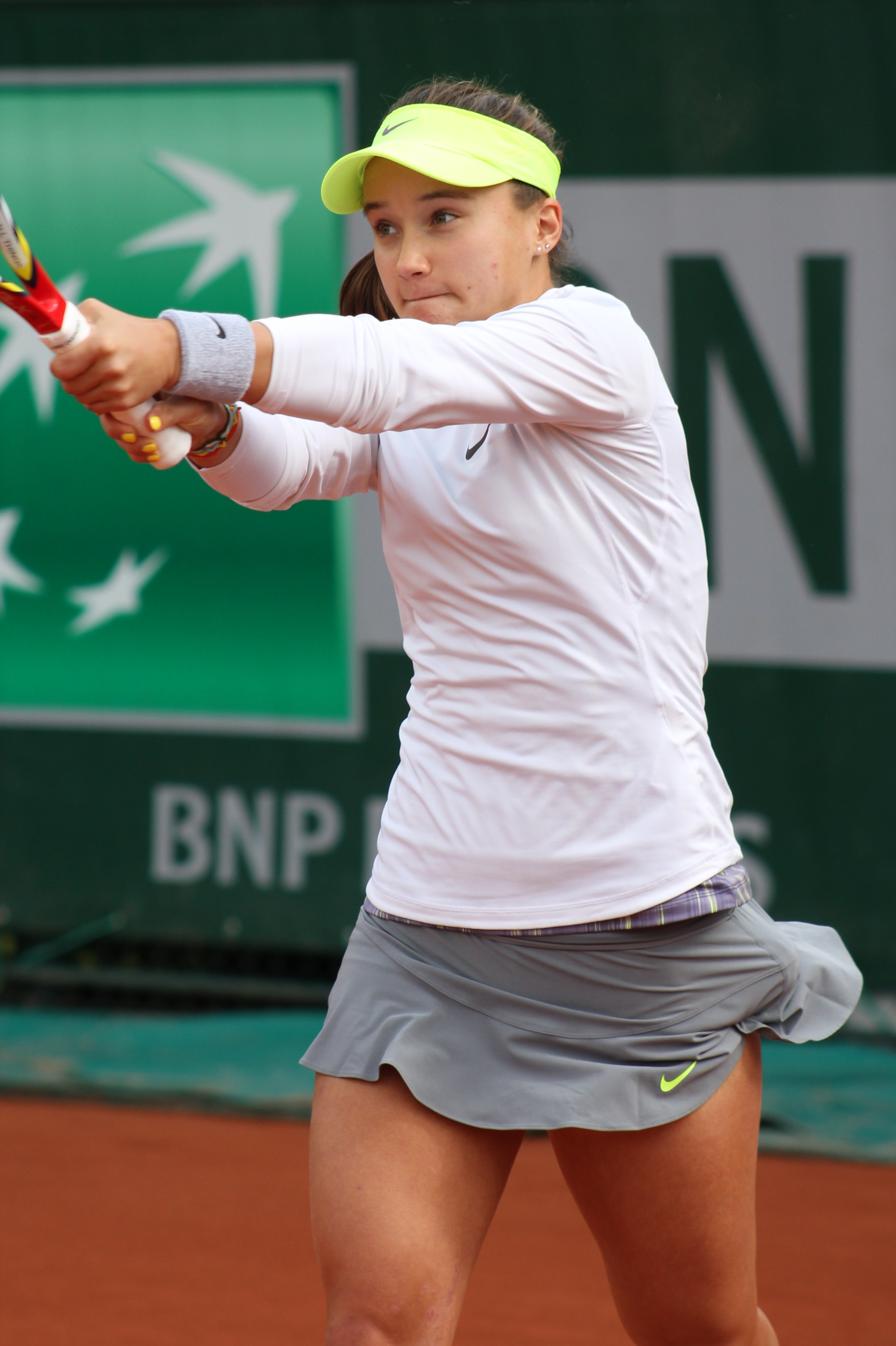
... 2013년 프랑스 오픈

데이비스는 호바트 국제 대회에서 두 번째 경력 8강에 진출했으나, 슬론 스티븐스에게 패했다. 2월에는 아일라 톰랴노비치를 꺾고 미국 테니스 협회(USTA) 다우 클래식 타이틀을 획득했다.
그녀는 부상당한 빅토리야 아자란카를 대신하여 마이애미 오픈에 출전하여 2회전에서 매디슨 키스를 꺾었다. 3회전에서는 알리제 코르네와 맞붙어 3세트 접전 끝에 패했다. 경기 중 3세트에서 데이비스는 둔부에 말벌에게 쏘였다. 상당한 고통을 겪었음에도 불구하고 데이비스는 패배를 그 탓으로 돌리지 않았다. 압도적인 더위로 인해 데이비스와 코르네 모두 휠체어를 타고 코트를 떠났다.
데이비스는 이어서 몬테레이 오픈 8강에 진출했으나, 최종 우승자인 아나스타시야 파블류첸코바에게 패했다. 그녀는 2013년 프랑스 오픈, 2013년 윔블던 선수권 대회 및 US 오픈에서 1회전에서 탈락했다. 그 해 남은 기간 동안 그녀의 최고 성적은 9월 벨 챌린지 8강 진출이었으며, 루치에 샤파르조바에게 패했다.

### 2014년: 두 번의 메이저 3회전 진출 및 톱 50 진입
2014년 오스트레일리아 오픈에서 데이비스는 줄리아 괴르게스를 꺾고 생애 처음으로 그랜드 슬램 대회 3회전에 진출했다. 거기서 그녀는 외제니 부샤르에게 패했다.
인디언웰스 오픈에서 데이비스는 2회전에서 세계 랭킹 4위인 빅토리야 아자란카를 꺾었으며, 이는 그녀의 톱 10 선수이자 그랜드 슬램 챔피언에 대한 첫 승리였다. 그 후 바르바라 레프첸코를 꺾었으나, 질병으로 인해 4회전에서 기권했다. 마이애미 오픈에서 그녀는 1회전에서 장솨이를 꺾었으나, 2회전에서 아나 이바노비치에게 패했다. 2014년 프랑스 오픈에서 일찍 탈락한 후, 이스트본 국제 대회 8강에 진출했으나 매디슨 키스에게 패했다.
2014년 윔블던 선수권 대회에서 데이비스는 플라비아 펜네타를 스트레이트 세트로 꺾고 생애 처음으로 대회 3회전에 진출했다. 그녀는 그 해를 세계 랭킹 57위로 마쳤다.

### 2015년: 첫 WTA 투어 준결승
데이비스는 오클랜드 오픈 준결승에 진출했으며, 이는 당시 WTA 토너먼트에서 그녀의 가장 큰 성공이었으나 비너스 윌리엄스에게 패했다. 초기 하드 코트 시즌이 끝난 후, 그녀는 찰스턴에서 열린 패밀리 서클 컵에 출전했다. 그녀가 가장 좋아하는 표면 중 하나인 클레이에서 그녀는 전년도 오스트레일리아 오픈에서 외제니 부샤르에게 당한 패배를 설욕하며 스트레이트 세트로 꺾었다. 그 후 3회전에서 모나 바르텔을 상대로 한 세트 뒤진 상황에서 기권승을 거두었다. 데이비스는 8강에서 토너먼트를 마쳤다.

### 2016년: 두 번의 WTA 투어 결승
데이비스는 워싱턴 오픈에서 첫 WTA 투어 결승에 진출했으며, 야니나 위크마이어에게 준우승을 차지했다. 그녀는 9월 캐나다 쿠페 방크 내셔널에서 두 번째 결승에 진출했으며, 오세안 도댕에게 준우승을 차지했다.

### 2017년: 톱 30 진입 및 페드컵 챔피언

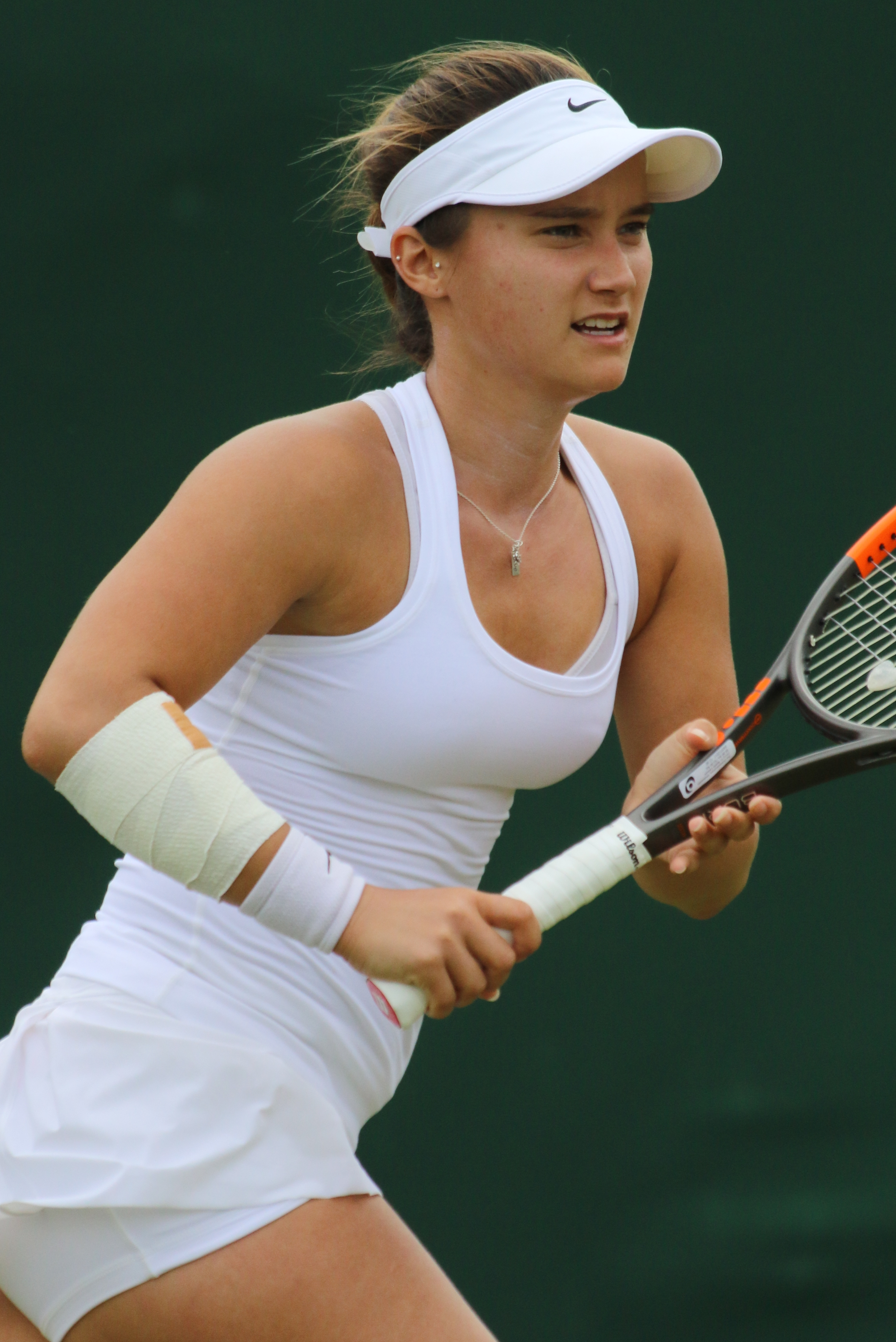
... 및 2017년 윔블던 선수권 대회

데이비스는 오클랜드 오픈에서 첫 WTA 타이틀을 획득했으며, 결승에서 아나 코뉴흐를 꺾었다. 그녀는 또한 예선 통과자로 도하의 카타르 레이디스 오픈과 두바이 테니스 챔피언십에서 8강에 진출했다. 그 결과, 그녀는 37위라는 새로운 경력 최고 순위를 달성했다. Tennis.com의 Steve Tignor는 "로런 데이비스는 생애 최고의 테니스를 하고 있다"고 언급했다.
그녀는 인디언웰스 오픈 4회전에 진출했으며, 2014년의 성적과 동률을 이루었다. 그녀는 또한 체코를 상대로 승리하여 페드컵 결승에 진출한 미국 팀의 일원이기도 했다.
그 해의 첫 레드 클레이 코트 토너먼트에서 그녀는 라바트의 모로코 오픈 8강에 쉽게 진출했으며, 모든 경기에서 스트레이트 세트 승리를 거두었으나 아나스타시야 파블류첸코바에게 3세트 접전 끝에 패했다. 5월에 그녀는 세계 랭킹 26위라는 새로운 경력 최고 순위를 기록했다. 그러나 그녀는 2017년에 열린 4개의 그랜드 슬램 토너먼트 모두에서 1회전에서 패했으며, 2017년 윔블던 선수권 대회에서 동포 바르바라 레프첸코에게, US 오픈에서 소피아 케닌에게 패했다. 그 해 말에는 단식 랭킹이 48위로 떨어졌다.

### 2018년: 세 번째 오스트레일리아 오픈 3회전
시즌을 시작하면서 데이비스는 오클랜드 오픈에서 동포 사치아 비커리에게 1회전에서 패하며 타이틀 방어에 실패했다. 그럼에도 불구하고 그녀는 2018년 오스트레일리아 오픈에서 훌륭한 경기를 펼쳐, 전년도에 4개의 메이저 대회 중 어느 한 곳에서도 한 경기도 이기지 못했음에도 불구하고 그랜드 슬램 대회에서 경력 최고 성적과 동률을 이루었다. 3회전에서 그녀는 세계 랭킹 1위인 시모나 할레프를 거의 4시간 동안의 경기로 몰아붙였으나, 3세트에서 13-15로 패하며 경기에서 가장 많은 게임 수(48개)로 대회 기록과 동률을 이루었다.

### 2019년: 윔블던 3회전, 2017년 이후 첫 톱 10 승리

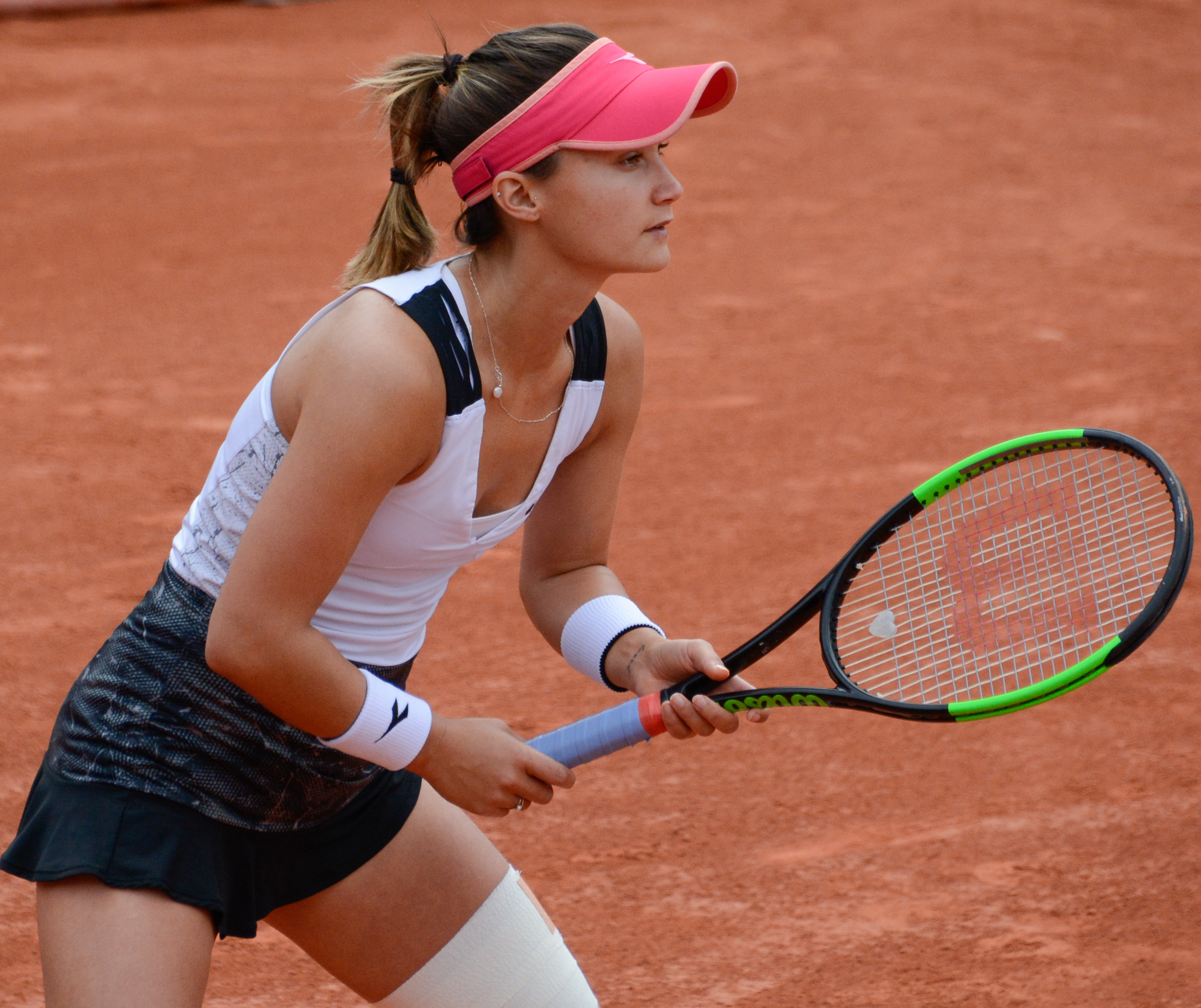
2019년 프랑스 오픈의 데이비스

5월, 데이비스는 앤 리를 꺾고 보니타 스프링스에서 열린 inaugural ITF 파인마크 챔피언십 대회에서 우승했다. 이로써 그녀는 와일드카드로 2019년 프랑스 오픈 본선에 진출했으며, 1회전에서 크리스티나 플리스코바를 스트레이트 세트로 꺾었으나, 3세트 접전 끝에 요해나 콘타에게 패했다.
윔블던에서 데이비스는 예선 마지막 라운드에서 크리스티 안에게 패했으나, 럭키 루저로 본선에 진출했다. 그녀는 1회전에서 카테리나 코즐로바를 스트레이트 세트로 꺾었다. 2회전에서는 디펜딩 챔피언이자 5번 시드인 안젤리크 케르버를 3세트 접전 끝에 꺾었다. 데이비스는 첫 세트를 내준 후 부상으로 인한 휴식에서 회복하여, 케르버의 15개 위너에 비해 45개의 위너를 기록하며 경기를 마쳤고, 마지막 15게임 중 12게임을 가져가며 2017년 이후 첫 톱 10 승리이자 경력 통산 네 번째 승리를 거두었다. 그녀의 질주는 3회전에서 카를라 수아레스 나바로에게 막혔다.
데이비스는 워싱턴 오픈 8강에 진출했으나, 최종 우승자인 제시카 페굴라에게 패했다. 신시내티 오픈에서 비너스 윌리엄스는 데이비스를 1회전에서 꺾고 4연패를 끊었다. US 오픈에서 데이비스는 요해나 라르손을 스트레이트 세트로 꺾었으나 2회전에서 애슐리 바티에게 탈락했다.

### 2020-2021년: 코로나 팬데믹으로 인한 제한된 경기, 부진
2021년 8월, 데이비스는 US 오픈 본선에 진출했으며, 1회전에서 럭키 루저 빅토리야 토모바를 3세트 접전 끝에 꺾었으나, 6번 시드 비앙카 안드레스쿠에게 패했다.
인디언웰스 오픈에서도 그녀는 누리아 파리사스-디아즈를 꺾고 2회전에 진출했으나, 22번 시드 동포 대니엘 콜린스를 상대로 기권했다.

### 2022년: US 오픈 3회전 및 톱 100 복귀
애들레이드 인터내셔널 2에서 8강에 진출하고 마이애미 오픈에서 예선 통과자로 3회전에 진출하여 2022년 4월 4일에는 82위로 올랐지만, 2022년 5월 9일에는 102위로 톱 100 밖으로 떨어졌다. 윔블던에서 그녀는 1회전에서 매디슨 브렝글을 꺾었으나, 3세트 접전 끝에 아만다 아니시모바에게 탈락했다.
US 오픈에서 그녀는 28번 시드 예카테리나 알렉산드로바를 꺾고 생애 처음으로 3회전에 진출했으나, 세계 랭킹 1위 이가 시비옹테크에게 패했다. 그 결과, 그녀는 2022년 9월 12일 랭킹에서 거의 10단계 상승하여 94위를 기록하며 톱 100에 복귀했다.

### 2023년: 두 번째 경력 단식 타이틀, 톱 50 복귀
데이비스는 오클랜드 오픈에서 시즌을 시작했으며, 타마라 지단섹을 꺾었으나 2회전에서 단카 코비니치에게 패했다.
그 후 그녀는 랭킹 84위로 호바트 국제에 출전했으며, 본선에 진출하여 슬론 스티븐스를 꺾었고, 이살린 보나벤튀르를 꺾었으며, 왕신위를 꺾었고 안나 블린코바를 꺾으며 2017년 오클랜드 이후 첫 WTA 결승에 진출했다. 그녀는 결승에서 엘리사베타 코차레토를 꺾고 경력 두 번째 WTA 투어 타이틀을 획득했다. 그녀는 대회 내내 한 세트도 내주지 않았으며, 토너먼트 역사상 네 번째 예선 통과 우승자가 되었다. 그 결과, 그녀는 2023년 1월 16일 세계 랭킹 57위로 톱 60에 복귀했다.
데이비스는 오스트레일리아 오픈 개막 경기에서 코비니치와 다시 맞붙어 3세트 접전 끝에 승리했으나, 2회전에서 엘리스 메르텐스에게 패했다. 그러나 그녀는 2023년 1월 30일 랭킹에서 48위로 더 상승했다.

### 2024년: 다우 테니스 클래식 준결승
데이비스는 WTA 125 다우 테니스 클래식에서 알리나 차라예바를 꺾었고, 바르바라 레프첸코를 꺾었으며, 휘트니 오수이궤를 꺾으며 준결승에 진출했으나, 앨리샤 파크스에게 패했다.

## 경기 스타일

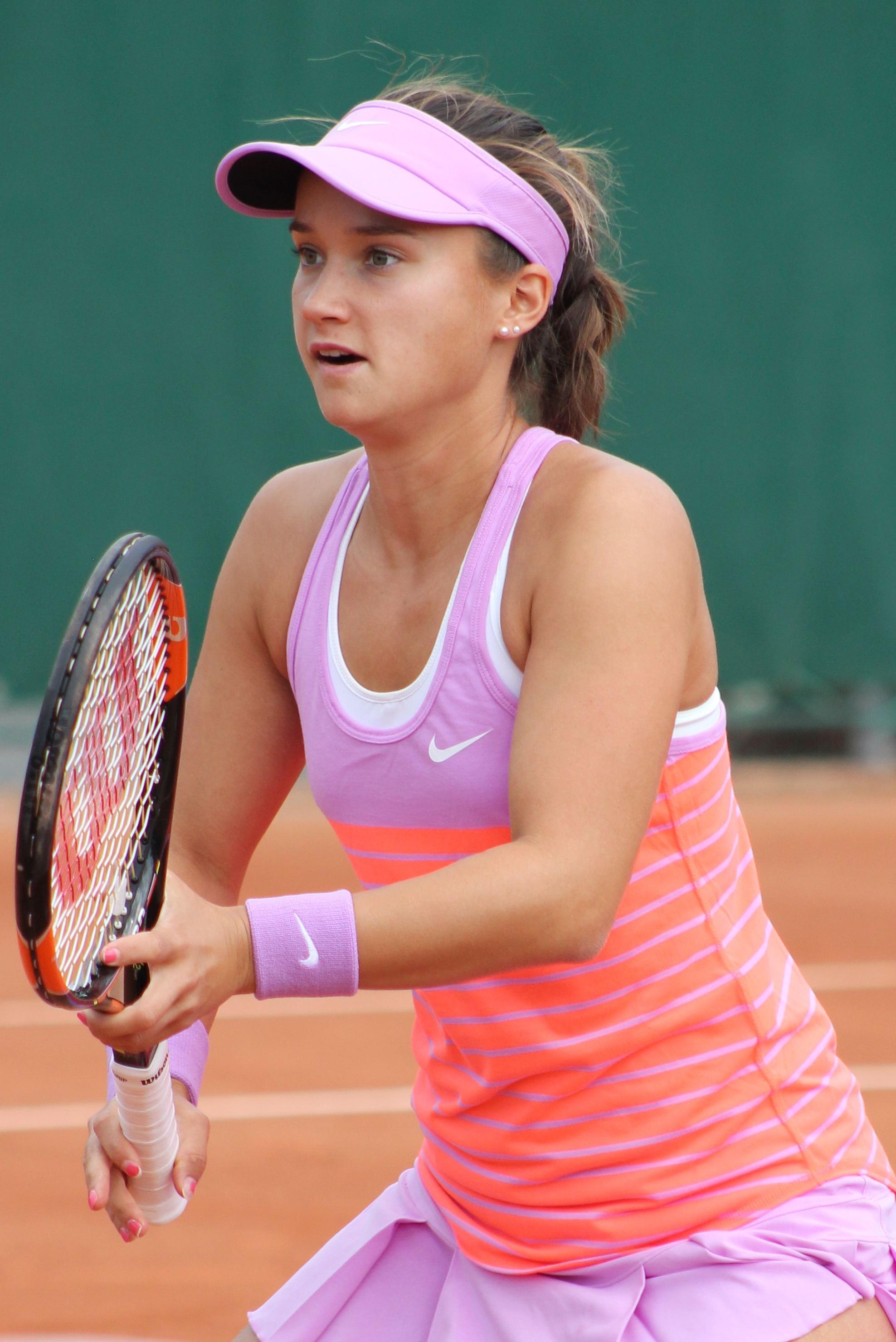
2015년 프랑스 오픈의 데이비스; 레드 클레이는 그녀가 가장 좋아하는 표면 중 하나로 여겨진다.

데이비스는 주로 백핸드, 빠른 속도, 클레이 코트 능력으로 알려져 있다.
데이비스의 경기를 분석하면서 BBC의 Mike Whalley는 그녀의 백핸드를 "큰 무기"라고 묘사했으며, US Open.org의 E.J. Crawford는 그것을 "환상적"이라고 묘사하며 그녀의 스타일을 아만다 코체르에 비유했다. 공격 시, 데이비스는 상대방을 뒤로 밀어내기 위해 깊은 그라운드 스트로크를 구사하며, 종종 백핸드를 마무리 샷으로 활용한다. 하드 코트에서 경기할 때는 보통 상대방을 앞으로 유인하여 크로스 코트 위너를 노리거나, 서브를 넓게 보내고 백핸드 다운 더 라인을 친다.
데이비스는 또한 백핸드 수비로도 유명하다. 2015년 패밀리 서클 컵에서 그녀는 외제니 부샤르의 시속 102마일 서브를 백핸드 위너로 리턴했다. 2014년 경기에서 빅토리야 아자란카는 코트 중앙에서 데이비스의 백핸드를 공격하다가 반복적으로 점수를 잃었고, 이는 매치 포인트에서도 발생하여 데이비스가 각도를 만들 수 있도록 했다. 인터뷰에서 데이비스에 대해 이야기하면서 크리스티나 맥헤일은 "그녀에게서는 쉽게 점수를 얻을 수 없다"고 언급하며 그녀의 백핸드를 "매우 강하다"고 묘사했다.
2015년 기사에서 WTATennis.com은 데이비스의 "속도와 코트 커버리지"를 언급했으며, BBC는 그녀가 "코트를 휙휙 날아다닌다"고 평가했다. 2017년 오클랜드 오픈 우승 후, The New Zealand Herald의 Michael Burgess는 "다비드 페레르와 마이클 창만이 상대방에게 또 다른 샷을 치게 만드는 그녀의 능력과 비교할 만하다"고 선언했다. 데이비스의 마지막 주니어 시절, 매리 조 페르난데스는 그녀의 "속도, 민첩성, 경쟁심, 그리고 심장"을 칭찬했다.
그녀의 첫 프로 타이틀은 2010년 USTA 토너먼트의 클레이에서 나왔다. 표면에서 불편함을 느끼는 것으로 인식되어 온 일부 미국 동료들과는 달리, 데이비스는 느린 코트에서의 기술로 인정받고 있다. 2015년 패밀리 서클 컵 2회전 승리 후, WTATennis.com은 그녀의 경기력을 "클레이 코트 마스터 클래스"라고 평가했다. 표면에 대해 이야기하면서 데이비스는 다음과 같이 언급했다: "클레이는 저에게 정말 잘 맞는 것 같아요. 왜냐하면 제가 꽤 빠르거든요. 슬라이딩도 정말 잘하고 많은 공을 처리할 수 있어서 저에게는 정말 잘 맞습니다." 데이비스는 하드 코트를 그녀의 또 다른 좋아하는 표면으로 꼽았다.

## 경기 시간표
| W | F | SF | QF | #R | RR | Q# | P# | DNQ | A | Z# | PO | G | S | B | NMS | NTI | P | NH |

WTA 투어, 그랜드 슬램 토너먼트, 페드컵/빌리 진 킹 컵 및 올림픽 경기 본선 결과만 승패 기록에 포함된다.

### 단식
2023년 과달라하라 오픈까지 현재 진행 중.
| 대회                  | 2010 | 2011  | 2012  | 2013  | 2014  | 2015  | 2016  | 2017  | 2018  | 2019  | 2020  | 2021  | 2022  | 2023  | 2024  | 2025  | SR           | W–L          | 승률         |
| --------------------- | ---- | ----- | ----- | ----- | ----- | ----- | ----- | ----- | ----- | ----- | ----- | ----- | ----- | ----- | ----- | ----- | ------------ | ------------ | ------------ |
| 그랜드 슬램 토너먼트  |      |       |       |       |       |       |       |       |       |       |       |       |       |       |       |       |              |              |              |
| 오스트레일리아 오픈   | A    | 1회전 | A     | 1회전 | 3회전 | 2회전 | 3회전 | 1회전 | 3회전 | Q1    | 2회전 | 1회전 | 1회전 | 2회전 | A     | A     | 0 / 11       | 9–11         | 45%          |
| 프랑스 오픈           | A    | A     | 2회전 | 1회전 | 1회전 | 1회전 | 1회전 | 1회전 | A     | 2회전 | 1회전 | 1회전 | A     | 2회전 | Q2    | Q1    | 0 / 10       | 3–10         | 23%          |
| 윔블던                | A    | A     | A     | 1회전 | 3회전 | 2회전 | Q2    | 1회전 | Q1    | 3회전 | NH    | 2회전 | 2회전 | 1회전 | 1회전 | Q1    | 0 / 9        | 7–9          | 44%          |
| US 오픈               | A    | 1회전 | Q2    | 1회전 | 1회전 | 2회전 | 2회전 | 1회전 | Q1    | 2회전 | 1회전 | 2회전 | 3회전 | 2회전 | 1회전 |       | 0 / 12       | 7–12         | 37%          |
| 승-패                 | 0–0  | 0–2   | 1–1   | 0–4   | 4–4   | 3–4   | 3–3   | 0–4   | 2–1   | 4–3   | 1–3   | 2–4   | 3–3   | 3–4   | 0–2   | 0–0   | 0 / 42       | 26–42        | 38%          |
| 국가대표              |      |       |       |       |       |       |       |       |       |       |       |       |       |       |       |       |              |              |              |
| 빌리 진 킹 컵         | A    | A     | A     | A     | 1회전 | PO    | A     | 우승  | A     | A     | A     | A     | A     | A     | A     |       | 1 / 2        | 0–2          | 0%           |
| WTA 1000              |      |       |       |       |       |       |       |       |       |       |       |       |       |       |       |       |              |              |              |
| 두바이 / 카타르 오픈  | A    | A     | A     | A     | A     | A     | A     | 8강   | A     | A     | A     | A     | A     | 2회전 | A     | A     | 0 / 2        | 4–2          | 67%          |
| 인디언웰스 오픈       | A    | 1회전 | 2회전 | 1회전 | 4회전 | 2회전 | 2회전 | 4회전 | 1회전 | 2회전 | NH    | 2회전 | Q1    | A     | A     | 1회전 | 0 / 11       | 11–10        | 52%          |
| 마이애미 오픈         | Q1   | Q2    | Q1    | 3회전 | 2회전 | 1회전 | Q1    | 1회전 | 1회전 | A     | NH    | 1회전 | 3회전 | A     | A     | 2회전 | 0 / 8        | 5–8          | 38%          |
| 마드리드 오픈         | A    | A     | A     | Q1    | 1회전 | Q2    | A     | 2회전 | A     | A     | NH    | A     | Q1    | 1회전 | 1회전 |       | 0 / 4        | 1–4          | 20%          |
| 이탈리아 오픈         | A    | A     | A     | Q2    | 1회전 | Q2    | A     | 2회전 | A     | A     | Q1    | A     | 2회전 | 1회전 | 1회전 |       | 0 / 5        | 2–5          | 29%          |
| 캐나다 오픈           | A    | A     | Q2    | 2회전 | 1회전 | Q1    | A     | 1회전 | A     | A     | NH    | A     | Q2    | 1회전 | A     |       | 0 / 4        | 1–4          | 20%          |
| 신시내티 오픈         | A    | A     | Q1    | 2회전 | 1회전 | 1회전 | Q1    | 1회전 | Q1    | 1회전 | Q1    | Q2    | Q1    | Q1    | Q1    |       | 0 / 5        | 1–5          | 17%          |
| 과달라하라 오픈       | NH   | NH    | NH    | NH    | NH    | NH    | NH    | NH    | NH    | NH    | NH    | NH    | 1회전 | 1회전 | A     |       | 0 / 2        | 0–2          | 0%           |
| 팬 퍼시픽 / 우한 오픈 | A    | A     | A     | A     | Q1    | 1회전 | A     | 2회전 | A     | 1회전 | NH    | NH    | NH    | NH    | A     |       | 0 / 3        | 1–3          | 25%          |
| 차이나 오픈           | A    | A     | A     | 2회전 | 2회전 | Q2    | A     | 1회전 | A     | 1회전 | NH    | NH    | NH    | A     | A     |       | 0 / 4        | 2–4          | 33%          |
| 승-패                 | 0–0  | 0–1   | 1–1   | 4–5   | 5–6   | 1–4   | 1–1   | 9–9   | 0–2   | 1–4   | 0–0   | 1–2   | 3–3   | 1–5   | 0–2   | 1–2   | 0 / 48       | 28–47        | 38%          |
| 경력 통계             |      |       |       |       |       |       |       |       |       |       |       |       |       |       |       |       |              |              |              |
|                       | 2010 | 2011  | 2012  | 2013  | 2014  | 2015  | 2016  | 2017  | 2018  | 2019  | 2020  | 2021  | 2022  | 2023  | 2024  | 2025  | SR           | W–L          | Win %        |
| 대회                  | 0    | 3     | 6     | 17    | 20    | 21    | 9     | 23    | 6     | 12    | 9     | 16    | 17    | 17    |       |       | 총 경력: 176 | 총 경력: 176 | 총 경력: 176 |
| 타이틀                | 0    | 0     | 0     | 0     | 0     | 0     | 0     | 1     | 0     | 0     | 0     | 0     | 0     | 1     | 0     |       | 총 경력: 2   | 총 경력: 2   | 총 경력: 2   |
| 결승 진출             | 0    | 0     | 0     | 0     | 0     | 0     | 2     | 1     | 0     | 0     | 0     | 0     | 0     | 1     | 0     |       | 총 경력: 4   | 총 경력: 4   | 총 경력: 4   |
| 하드 코트 승-패       | 0–0  | 0–3   | 3–4   | 11–12 | 13–11 | 7–14  | 15–6  | 14–13 | 2–5   | 5–8   | 5–7   | 5–9   | 6–8   | 10–8  |       |       | 2 / 111      | 96–108       | 47%          |
| 클레이 코트 승-패     | 0–0  | 0–0   | 1–2   | 1–2   | 2–5   | 3–4   | 0–2   | 4–6   | 0–1   | 2–2   | 0–2   | 3–4   | 4–5   | 4–5   |       |       | 0 / 38       | 24–40        | 38%          |
| 잔디 코트 승-패       | 0–0  | 0–0   | 0–0   | 1–3   | 6–3   | 3–4   | 0–1   | 2–4   | 0–0   | 2–2   | 0–0   | 4–3   | 3–4   | 0–3   |       |       | 0 / 27       | 21–27        | 44%          |
| 전체 승-패            | 0–0  | 0–3   | 4–6   | 13–17 | 21–19 | 13–22 | 15–9  | 20–23 | 2–6   | 9–12  | 5–9   | 12–16 | 13–17 | 14–16 |       |       | 2 / 176      | 141–175      | 45%          |
| 승률 (%)              | –    | 0%    | 40%   | 43%   | 53%   | 37%   | 63%   | 47%   | 25%   | 43%   | 36%   | 43%   | 43%   | 47%   |       |       | 총 경력: 45% | 총 경력: 45% | 총 경력: 45% |
| 연말 랭킹             | 437  | 319   | 94    | 72    | 57    | 87    | 62    | 50    | 252   | 62    | 74    | 88    | 86    | 70    | 309   |       | $5,093,448   | $5,093,448   | $5,093,448   |

### 복식
| 대회                | 2011  | 2012 | 2013  | 2014  | 2015  | 2016 | 2017  | 2018  | 2019  | 2020  | 2021  | 2022  | 2023  | SR     | W–L  |
| ------------------- | ----- | ---- | ----- | ----- | ----- | ---- | ----- | ----- | ----- | ----- | ----- | ----- | ----- | ------ | ---- |
| 오스트레일리아 오픈 | A     | A    | A     | 1회전 | 1회전 | A    | 2회전 | 1회전 | A     | 2회전 | 1회전 | A     | A     | 0 / 6  | 2–6  |
| 프랑스 오픈         | A     | A    | 2회전 | 1회전 | 1회전 | A    | 1회전 | A     | A     | 2회전 | 1회전 | A     | A     | 0 / 6  | 2–6  |
| 윔블던              | A     | A    | A     | 1회전 | 2회전 | A    | 1회전 | A     | A     | NH    | 1회전 | 1회전 | 2회전 | 0 / 6  | 2–6  |
| US 오픈             | 1회전 | A    | 1회전 | 2회전 | A     | A    | 1회전 | A     | 1회전 | A     | 1회전 | A     | 1회전 | 0 / 7  | 1–7  |
| 승-패               | 0–1   | 0–0  | 1–2   | 1–4   | 1–3   | 0–0  | 1–4   | 0–1   | 0–1   | 2–2   | 0–4   | 0–1   | 1–2   | 0 / 25 | 7–25 |

## WTA 투어 결승전

### 단식: 4 (2승, 2준우승)
| 범례          |
| ------------- |
| 그랜드 슬램   |
| WTA 1000      |
| WTA 500       |
| WTA 250 (2–2) |

| 코트별 결승전 |
| ------------- |
| 하드 (2–1)    |
| 잔디 (0–0)    |
| 클레이 (0–0)  |
| 카펫 (0–1)    |

| 결과 | 승-패 | 날짜       | 대회                        | 등급       | 코트     | 상대 선수           | 점수          |
| ---- | ----- | ---------- | --------------------------- | ---------- | -------- | ------------------- | ------------- |
| 패   | 0–1   | 2016년 7월 | 워싱턴 오픈, 미국           | 인터내셔널 | 하드     | 야니나 위크마이어   | 4–6, 2–6      |
| 패   | 0–2   | 2016년 9월 | 퀘벡 투어노이, 캐나다       | 인터내셔널 | 카펫 (i) | 오세안 도댕         | 4–6, 3–6      |
| 승   | 1–2   | 2017년 1월 | 오클랜드 오픈, 뉴질랜드     | 인터내셔널 | 하드     | 아나 코뉴흐         | 6–3, 6–1      |
| 승   | 2–2   | 2023년 1월 | 호바트 국제, 오스트레일리아 | WTA 250    | 하드     | 엘리사베타 코차레토 | 7–6(7–0), 6–2 |

## WTA 챌린저 결승전

### 단식: 1 (준우승)
| 결과 | 승-패 | 날짜        | 대회                | 코트 | 상대 선수 | 점수          |
| ---- | ----- | ----------- | ------------------- | ---- | --------- | ------------- |
| 패   | 0–1   | 2018년 11월 | 휴스턴 챌린저, 미국 | 하드 | 펑솨이    | 6–1, 5–7, 4–6 |

## ITF 서킷 결승전

### 단식: 13 (8승, 5준우승)
| 범례                      |
| ------------------------- |
| $100,000 토너먼트 (2–1)   |
| $75/80,000 토너먼트 (0–2) |
| $50,000 토너먼트 (1–0)    |
| $25,000 토너먼트 (2–1)    |
| $10,000 토너먼트 (3–1)    |

| 코트별 결승전 |
| ------------- |
| 하드 (4–3)    |
| 클레이 (4–2)  |

| 결과 | 승-패 | 날짜        | 대회                                   | 등급    | 코트     | 상대 선수         | 점수             |
| ---- | ----- | ----------- | -------------------------------------- | ------- | -------- | ----------------- | ---------------- |
| 패   | 0–1   | 2010년 6월  | ITF 마운트 플레전트, 미국              | 10,000  | 클레이   | 페트라 람프레     | 3–6, 2–6         |
| 승   | 1–1   | 2010년 10월 | ITF 윌리엄스버그, 미국                 | 10,000  | 클레이   | 리가 데크메이제레 | 6–0, 6–0         |
| 승   | 2–1   | 2010년 10월 | ITF 바야몬, 틀:푸에르토리코            | 25,000  | 하드     | 매디슨 키스       | 7–6(5), 6–4      |
| 승   | 3–1   | 2011년 6월  | ITF 버팔로, 미국                       | 10,000  | 클레이   | 니콜 깁스         | 5–7, 6–2, 6–4    |
| 승   | 4–1   | 2011년 7월  | ITF 애틀랜타, 미국                     | 10,000  | 하드     | 알렉시스 킹       | 1–6, 6–2, 6–2    |
| 승   | 5–1   | 2012년 1월  | ITF 플랜테이션, 미국                   | 25,000  | 클레이   | 게일 브로드스키   | 6–4, 6–1         |
| 패   | 5–2   | 2012년 1월  | 랜초 산타페 오픈, 미국                 | 25,000  | 하드     | 줄리아 보저럽     | 0–6, 3–6         |
| 패   | 5–3   | 2012년 9월  | ITF 앨버커키, 미국                     | 75,000  | 하드     | 마리아 산체스     | 1–6, 1–6         |
| 승   | 6–3   | 2012년 9월  | 라스베이거스 오픈, 미국                | 50,000  | 하드     | 셸비 로저스       | 6–7(5), 6–2, 6–2 |
| 승   | 7–3   | 2013년 2월  | 미들랜드 테니스 클래식, 미국           | 100,000 | 하드 (i) | 아일라 톰랴노비치 | 6–3, 2–6, 7–6(2) |
| 패   | 7–4   | 2016년 10월 | 푸아티에 국제 여성 테니스 대회, 프랑스 | 100,000 | 하드 (i) | 오세안 도댕       | 4–6, 2–6         |
| 패   | 7–5   | 2019년 4월  | 도탄 프로 클래식, 미국                 | 80,000  | 클레이   | 크리스티나 쿠초바 | 6–3, 6–7(9), 2–6 |
| 승   | 8–5   | 2019년 5월  | ITF 보니타 스프링스, 미국              | 100,000 | 클레이   | 앤 리             | 7–5, 7–5         |

## 페드컵 성적

### 단식 (0–2)
| 회차 | 라운드 | 날짜            | 장소           | 코트   | 상대     | 상대 선수             | 승-패 | 결과     |
| ---- | ------ | --------------- | -------------- | ------ | -------- | --------------------- | ----- | -------- |
| 2015 | WG PO  | 2015년 4월 18일 | 브린디시 (ITA) | 클레이 | 이탈리아 | 사라 에라니           | 패    | 1–6, 2–6 |
| 2017 | WG SF  | 2017년 4월 23일 | 탬파 ( 미국)   | 클레이 | 체코     | 마르케타 본드로우쇼바 | 패    | 2–6, 5–7 |

### 복식 (1–0)
| 회차 | 라운드 | 날짜           | 장소               | 코트     | 파트너      | 상대     | 상대 선수                     | 승-패 | 결과     |
| ---- | ------ | -------------- | ------------------ | -------- | ----------- | -------- | ----------------------------- | ----- | -------- |
| 2014 | WG QF  | 2014년 2월 9일 | 클리블랜드 ( 미국) | 하드 (i) | 매디슨 키스 | 이탈리아 | 나스타샤 버넷 앨리스 마테우치 | 승    | 6–2, 6–3 |

## WTA 투어 경력 수입
2021년 12월 기준
| 연도 | 그랜드 슬램 타이틀 | WTA 타이틀 | 총 타이틀 | 수입 ($)  | 상금 랭킹 |
| 2013 | 0                  | 0          | 0         | 273,966   | 97        |
| 2014 | 0                  | 0          | 0         | 474,760   | 57        |
| 2015 | 0                  | 0          | 0         | 371,260   | 81        |
| 2016 | 0                  | 0          | 0         | 307,694   | 101       |
| 2017 | 0                  | 1          | 1         | 574,662   | 58        |
| 2018 | 0                  | 0          | 0         | 192,431   | 164       |
| 2019 | 0                  | 0          | 0         | 505,849   | 83        |
| 2020 | 0                  | 0          | 0         | 273,983   | 93        |
| 2021 | 0                  | 0          | 0         | 486,174   | 85        |
| 경력 | 0                  | 1          | 1         | 3,646,182 | 165       |

## 상위 10위권 선수 상대 전적
상위 10위권에 랭크되었던 선수들에 대한 데이비스의 기록. 현역 선수는 '굵은 글씨'로 표시.
| 선수                     | 기록  | 승률 | 하드        | 클레이     | 잔디       | 카펫     | 마지막 경기                                          |
| 세계 랭킹 1위 선수       |       |      |             |            |            |          |                                                      |
| 안젤리크 케르버          | 1–1   | 50%  | 0–1         | –          | 1–0        | –        | 승리 (2–6, 6–2, 6–1) 2019년 윔블던                   |
| 빅토리야 아자란카        | 1–2   | 33%  | 1–2         | –          | –          | –        | 패배 (2–6, 6–7(4–7)) 2015년 우한                     |
| 애슐리 바티              | 0–1   | 0%   | 0–1         | –          | –          | –        | 패배 (2–6, 6–7(2–7)) 2019년 US 오픈                  |
| 오사카 나오미            | 0–1   | 0%   | –           | –          | 0–1        | –        | 패배 (1–6, 6–2, 6–7(4–7)) 2017년 버밍엄              |
| 카롤리나 플리스코바      | 0–1   | 0%   | –           | 0–1        | –          | –        | 패배 (1–6, 1–6) 2017년 로마                          |
| 마리야 샤라포바          | 0–1   | 0%   | 0–1         | –          | –          | –        | 패배 (1–6, 7–6(7–5), 0–6) 2016년 오스트레일리아 오픈 |
| 이가 시비옹테크          | 0–1   | 0%   | 0–1         | –          | –          | –        | 패배 (3–6, 4–6) 2022년 US 오픈                       |
| 시모나 할레프            | 0–2   | 0%   | 0–2         | –          | –          | –        | 패배 (6–4, 4–6, 13–15) 2018년 오스트레일리아 오픈    |
| 아나 이바노비치          | 0–2   | 0%   | 0–1         | –          | 0–1        | –        | 패배 (1–6, 1–6) 2014년 버밍엄                        |
| 옐레나 얀코비치          | 0–2   | 0%   | 0–1         | 0–1        | –          | –        | 패배 (7–6(7–5), 0–6, 4–6) 2015년 인디언웰스          |
| 가르비녜 무구루사        | 0–2   | 0%   | 0–1         | –          | 0–1        | –        | 패배 (1–6, 3–6) 2019년 인디언웰스                    |
| 카롤리네 보즈니아키      | 0–3   | 0%   | 0–3         | –          | –          | –        | 패배 (1–6, 6–4, 4–6) 2020년 오클랜드                 |
| 비너스 윌리엄스          | 0–4   | 0%   | 0–4         | –          | –          | –        | 패배 (5–7, 2–6) 2019년 신시내티                      |
| 세계 랭킹 2위 선수       |       |      |             |            |            |          |                                                      |
| 스베틀라나 쿠즈네초바    | 1–0   | 100% | 1–0         | –          | –          | –        | 승리 (3–6, 7–5, 7–5) 2013년 토론토                   |
| 아그니에슈카 라드반스카  | 1–1   | 50%  | –           | –          | 1–1        | –        | 승리 (7–6(7–1), 6–1) 2017년 이스트본                 |
| 파울라 바도사            | 0–1   | 0%   | –           | 0–1        | –          | –        | 패배 (2–6, 6–7(3–7)) 2021년 프랑스 오픈              |
| 바르보라 크레이치코바    | 0–1   | 0%   | 0–1         | –          | –          | –        | 패배 (4–6, 6–4, 4–6) 2021년 멜버른 3                 |
| 리나                     | 0–1   | 0%   | 0–1         | –          | –          | –        | 패배 (6–4, 1–6, 1–6) 2013년 신시내티                 |
| 아네트 콘타베이트        | 0–2   | 0%   | 0–1         | –          | 0–1        | –        | 패배 (6–1, 0–6, 0–6) 2021년 클리블랜드               |
| 페트라 크비토바          | 0–2   | 0%   | 0–2         | –          | –          | –        | 패배 (5–7, 1–6) 2022년 마이애미                      |
| 아리나 사발렌카          | 0–2   | 0%   | 0–2         | –          | –          | –        | 패배 (0–6, 1–6) 2023년 두바이                        |
| 세계 랭킹 3위 선수       |       |      |             |            |            |          |                                                      |
| 슬론 스티븐스            | 4–3   | 57%  | 4–2         | –          | 0–1        | –        | 패배 (6–1, 3–6, 1–6) 2023년 클리블랜드               |
| 제시카 페굴라            | 2–4   | 33%  | 2–3         | –          | 0–1        | –        | 패배 (2–6, 7–6(8–6), 3–6) 2023년 윔블던              |
| 코코 고프                | 0–1   | 0%   | –           | 0–1        | –          | –        | 패배 (2–6, 6–7(2–7)) 2021년 찰스턴                   |
| 나디아 페트로바          | 0–1   | 0%   | 0–1         | –          | –          | –        | 패배 (3–6, 2–6) 2012년 인디언웰스                    |
| 옐레나 리바키나          | 0–1   | 0%   | –           | 0–1        | –          | –        | 패배 (4–6, 3–6) 2022년 로마                          |
| 마리아 사카리            | 0–1   | 0%   | –           | 0–1        | –          | –        | 패배 (5–7, 4–6) 2017년 찰스턴                        |
| 엘리나 스비톨리나        | 0–5   | 0%   | 0–5         | –          | –          | –        | 패배 (2–6, 6–7(6–8)) 2020년 오스트레일리아 오픈      |
| 세계 랭킹 4위 선수       |       |      |             |            |            |          |                                                      |
| 소피아 케닌              | 2–1   | 67%  | 1–1         | 1–0        | –          | –        | 승리 (4–6, 6–3, 6–4) 2021년 찰스턴                   |
| 키키 베르턴스            | 1–1   | 50%  | 1–1         | –          | –          | –        | 승리 (7–6(7–3), 6–4) 2017년 오클랜드                 |
| 요해나 콘타              | 1–3   | 25%  | 0–2         | 1–1        | –          | –        | 패배 (3–6, 6–1, 3–6) 2019년 프랑스 오픈              |
| 비앙카 안드레스쿠        | 0–1   | 0%   | 0–1         | –          | –          | –        | 패배 (4–6, 4–6) 2021년 US 오픈                       |
| 프란체스카 스키아보네    | 0–1   | 0%   | –           | 0–1        | –          | –        | 패배 (4–6, 1–6) 2017년 스트라스부르                  |
| 카롤린 가르시아          | 0–2   | 0%   | 0–1         | –          | 0–1        | –        | 패배 (3–6, 6–7(3–7)) 2022년 노팅엄                   |
| 벨린다 벤치치            | 0–3   | 0%   | 0–3         | –          | –          | –        | 패배 (1–6, 4–6) 2023년 워싱턴                        |
| 서맨사 스토서            | 0–4   | 0%   | 0–3         | 0–1        | –          | –        | 패배 (6–3, 3–6, 3–6) 2018년 인디언웰스               |
| 세계 랭킹 5위 선수       |       |      |             |            |            |          |                                                      |
| 외제니 부샤르            | 2–2   | 50%  | 1–2         | 1–0        | –          | –        | 승리 (6–1, 6–2) 2019년 워싱턴                        |
| 사라 에라니              | 2–3   | 40%  | 0–2         | 1–1        | 1–0        | –        | 승리 (7–5, 7–5) 2022년 파르마                        |
| 옐레나 오스타펜코        | 2–3   | 40%  | 1–1         | 1–1        | 0–1        | –        | 패배 (1–6, 3–6) 2022년 과달라하라                    |
| 다니엘라 한투호바        | 1–2   | 33%  | 0–2         | –          | 1–0        | –        | 패배 (6–4, 6–7(6–8), 2–6) 2016년 린츠                |
| 루치에 샤파르조바        | 0–2   | 0%   | –           | –          | 0–1        | 0–1      | 패배 (2–6, 4–6) 2013년 퀘벡                          |
| 세계 랭킹 6위 선수       |       |      |             |            |            |          |                                                      |
| 플라비아 펜네타          | 1–0   | 100% | –           | –          | 1–0        | –        | 승리 (6–4, 7–6(7–4)) 2014년 윔블던                   |
| 카를라 수아레스 나바로   | 1–3   | 25%  | 0–2         | 1–0        | 0–1        | –        | 패배 (3–6, 3–6) 2019년 윔블던                        |
| 마르케타 본드로우쇼바    | 0–1   | 0%   | –           | 0–1        | –          | –        | 패배 (2–6, 5–7) 2017년 페드컵                        |
| 세계 랭킹 7위 선수       |       |      |             |            |            |          |                                                      |
| 로베르타 빈치            | 1–0   | 100% | 1–0         | –          | –          | –        | 승리 (6–2, 6–3) 2017년 도하                          |
| 매디슨 키스              | 2–5   | 29%  | 2–1         | 0–1        | 0–3        | –        | 패배 (4–6, 3–6) 2022년 이스트본                      |
| 마리옹 바르톨리          | 0–1   | 0%   | 0–1         | –          | –          | –        | 패배 (0–6, 3–6) 2013년 토론토                        |
| 대니엘 콜린스            | 0–1   | 0%   | 0–1         | –          | –          | –        | 패배 (1–6, ret.) 2021년 인디언웰스                   |
| 세계 랭킹 8위 선수       |       |      |             |            |            |          |                                                      |
| 예카테리나 마카로바      | 1–3   | 25%  | 1–3         | –          | –          | –        | 패배 (2–6, 4–6) 2017년 우한                          |
| 세계 랭킹 9위 선수       |       |      |             |            |            |          |                                                      |
| 안드레아 페트코비치      | 3–0   | 100% | 3–0         | –          | –          | –        | 승리 (4–6, 6–0, 6–0) 2018년 오스트레일리아 오픈      |
| 줄리아 괴르게스          | 2–1   | 67%  | 2–0         | 0–1        | –          | –        | 승리 (6–1, 6–4) 2017년 인디언웰스                    |
| 코코 밴더웨이            | 2–1   | 67%  | 1–0         | 1–1        | –          | –        | 패배 (6–3, 3–6, 3–6) 2022년 찰스턴                   |
| 세계 랭킹 10위 선수      |       |      |             |            |            |          |                                                      |
| 베아트리스 하다드 마이아 | 0–2   | 0%   | 0–2         | –          | –          | –        | 패배 (3–6, 3–6) 2019년 오스트레일리아 오픈 Q.        |
| 크리스티나 믈라데노비치  | 0–3   | 0%   | 0–1         | 0–2        | –          | –        | 패배 (3–6, 6–1, 6–7(1–7)) 2017년 마드리드            |
| 합계                     | 34–96 | 26%  | 22–64 (26%) | 7–17 (29%) | 5–14 (26%) | 0–1 (0%) | 2023년 클리블랜드 이후 현재                          |

## 톱 10 승리
| #    | 선수                    | 랭킹 | 대회                  | 코트   | Rd    | 점수          | LDR  |
| ---- | ----------------------- | ---- | --------------------- | ------ | ----- | ------------- | ---- |
| 2014 |                         |      |                       |        |       |               |      |
| 1.   | 빅토리야 아자란카       | 4위  | 인디언웰스 오픈, 미국 | 하드   | 2회전 | 6–0, 7–6(7–2) | 66위 |
| 2015 |                         |      |                       |        |       |               |      |
| 2.   | 외제니 부샤르           | 7위  | 찰스턴 오픈, 미국     | 클레이 | 2회전 | 6–3, 6–1      | 66위 |
| 2017 |                         |      |                       |        |       |               |      |
| 3.   | 아그니에슈카 라드반스카 | 10위 | 이스트본 국제, 영국   | 잔디   | 2회전 | 7–6(7–1), 6–1 | 29위 |
| 2019 |                         |      |                       |        |       |               |      |
| 4.   | 안젤리크 케르버         | 5위  | 윔블던, 영국          | 잔디   | 2회전 | 2–6, 6–2, 6–1 | 95위 |
| 2021 |                         |      |                       |        |       |               |      |
| 5.   | 소피아 케닌             | 4위  | 찰스턴 오픈, 미국     | 클레이 | 3회전 | 4–6, 6–3, 6–4 | 79위 |

## 내용주
1. ↑  2020년까지 페드컵으로 알려짐.
2. ↑  코로나19로 인해 두 해에 걸쳐 진행됨.
3. ↑  올해의 첫 프리미어 5 대회는 2009년 이후로 두바이 테니스 챔피언십과 카타르 레이디스 오픈 사이를 오갔다. 두바이는 2009년부터 2011년까지 프리미어 5 대회로 분류되었고, 2012년부터 2014년까지는 도하가 이를 계승했다. 2015년에는 두바이가 다시 프리미어 5 지위를 얻었고 도하는 프리미어 지위로 강등되었다. 2021년에 프리미어 5 대회는 WTA 1000 토너먼트로 재분류되었다.
4. ↑  대회 도중 기권. 패배로 계산되지 않음.
5. ↑  2014년에 팬 퍼시픽 오픈은 프리미어 대회로 강등되었고, 우한 오픈으로 대체되었다. 2021년에 프리미어 5 대회는 WTA 1000 토너먼트로 재분류되었다.
6. ↑  WTA 인터내셔널 토너먼트는 2021년에 WTA 250 토너먼트로 재분류되었다.